# Bjørn Tveter
Bjørn Tveter (* 13. Juni 1944 in Sandefjord) ist ein ehemaliger norwegischer Eisschnellläufer.

## Werdegang
Tveter, der für den Tønsbergs Turnforening startete, nahm von 1966 bis 1974 an internationalen Wettbewerben teil. Dabei lief er bei der Mehrkampfeuropameisterschaft 1966 in Deventer und bei der Mehrkampfeuropameisterschaft 1967 in Lahti jeweils auf den 17. Platz im Vierkampf. In der Saison 1967/68 wurde er bei der Mehrkampfweltmeisterschaft 1968 in Göteborg Siebter im Großen Vierkampf und bei den Olympischen Winterspielen im Februar 1968 in Grenoble Fünfter über 1500 m. Im Jahr 1970 belegte er bei der Mehrkampfeuropameisterschaft in Innsbruck und bei der Mehrkampfweltmeisterschaft in Oslo jeweils den achten Platz im Großen Vierkampf. Nachdem er bei den Olympischen Winterspielen 1972 in Sapporo als Vierter über 1500 m nur knapp eine Medaille verpasst hatte, kam er bei der Mehrkampfweltmeisterschaft 1972 in Oslo auf den zehnten Platz im Großen Vierkampf und bei der Sprintweltmeisterschaft 1972 in Eskilstuna auf den 31. Rang im Sprint-Mehrkampf. Nach der Saison 1971/72 wechselte er zu der professionellen Eisschnelllaufliga ISSL. Dabei holte er bei den Sprint-Europameisterschaften 1974 in Savalen die Goldmedaille im Großen Vierkampf. Seine beste Platzierung bei norwegischen Mehrkampfmeisterschaften erreichte er in den Jahren 1967 und 1970 mit dem vierten Platz. Sein Bruder Øyvind Tveter nahm an den Olympischen Winterspielen 1980 in Lake Placid im Eisschnelllauf teil.

## Erfolge

### Olympische Spiele
- 1968 Grenoble: 5. Platz 1500 m
- 1972 Sapporo: 4. Platz 1500 m

### Mehrkampf-Weltmeisterschaften
- 1968 Göteborg: 7. Platz Großer Vierkampf
- 1970 Oslo: 8. Platz Großer Vierkampf
- 1972 Oslo: 10. Platz Großer Vierkampf

### Sprint-Weltmeisterschaften
- 1972 Eskilstuna: 31. Platz Sprint-Mehrkampf

### Mehrkampf-Europameisterschaften
- 1966 Deventer: 17. Platz Großer Vierkampf
- 1967 Lahti: 17. Platz Kleiner Vierkampf
- 1970 Innsbruck: 8. Platz Großer Vierkampf

## Persönliche Bestzeiten
| Disziplin | Zeit         | Datum            | Ort      |
| --------- | ------------ | ---------------- | -------- |
| 500 m     | 39,80 s      | 15. Januar 1972  | Davos    |
| 1000 m    | 1:20,80 min  | 3. März 1971     | Notodden |
| 1500 m    | 2:02,17 min  | 10. Februar 1974 | Savalen  |
| 3000 m    | 4:17,50 min  | 20. Februar 1963 | Inzell   |
| 5000 m    | 7:20,20 min  | 7. März 1970     | Inzell   |
| 10.000 m  | 15:35,27 min | 10. Februar 1974 | Savalen  |